# Și te va slăvi zădărnicia?
„Și te va slăvi zădărnicia?” (în engleză „Shall the Dust Praise Thee?”) este o povestire științifico-fantastică din 1967 scrisă de Damon Knight. A apărut prima dată în 1967 în volumul Viziuni periculoase (în engleză Dangerous Visions) editat de Harlan Ellison. 
Agentul său a refuzat s-o publice și a sugerat că Jurnalul ateist de la Moscova ar putea s-o cumpere, dar nimeni altcineva nu ar face-o. Titlul este inspirat de Psalmul 30:9 din Biblie.
În limba română volumul și povestirea au apărut la Editura Trei, în anul 2013.

## Prezentare
Dumnezeu ajunge pe Pământ, gata să aplice Ziua Mâniei asupra omenirii, dar constată că toată viața a dispărut deja. Îngerii îi spun lui Dumnezeu că a existat un mare război între Anglia, Rusia, China și America, care a șters toată viața pe pământ și că adevăratul sfârșit al lumii s-a produs deja prin război nuclear. Nu mai există făpturi vii, nici apă, nici iarbă, doar praf și piatră sfărâmicioasă a rămas din lume. Tot ceea ce a rămas din umanitate este fraza lăsată de ultimii oameni ca mesaj către Dumnezeu, spunând: „NOI AM FOST AICI. UNDE AI FOST TU?” 

## Legături externe
- en  Istoria publicării lucrării Și te va slăvi zădărnicia? la Internet Speculative Fiction Database

## Vezi și
- 1967 în științifico-fantastic

Format:Damon Knight